# 鮮新世
| 累代        | 代     | 紀       | 世     | 期                   | 基底年代 Mya |
| ----------- | ------ | -------- | ------ | -------------------- | ------------ |
| 顕生代      | 新生代 | 第四紀   | 完新世 | メガラヤン           | 0.0042       |
| 顕生代      | 新生代 | 第四紀   | 完新世 | ノースグリッピアン   | 0.0082       |
| 顕生代      | 新生代 | 第四紀   | 完新世 | グリーンランディアン | 0.0117       |
| 顕生代      | 新生代 | 第四紀   | 更新世 | 後期更新世           | 0.129        |
| 顕生代      | 新生代 | 第四紀   | 更新世 | チバニアン           | 0.774        |
| 顕生代      | 新生代 | 第四紀   | 更新世 | カラブリアン         | 1.8          |
| 顕生代      | 新生代 | 第四紀   | 更新世 | ジェラシアン         | 2.58         |
| 顕生代      | 新生代 | 新第三紀 | 鮮新世 | ピアセンジアン       | 3.6          |
| 顕生代      | 新生代 | 新第三紀 | 鮮新世 | ザンクリアン         | 5.333        |
| 顕生代      | 新生代 | 新第三紀 | 中新世 | メッシニアン         | 7.246        |
| 顕生代      | 新生代 | 新第三紀 | 中新世 | トートニアン         | 11.63        |
| 顕生代      | 新生代 | 新第三紀 | 中新世 | サーラバリアン       | 13.82        |
| 顕生代      | 新生代 | 新第三紀 | 中新世 | ランギアン           | 15.97        |
| 顕生代      | 新生代 | 新第三紀 | 中新世 | バーディガリアン     | 20.44        |
| 顕生代      | 新生代 | 新第三紀 | 中新世 | アキタニアン         | 23.03        |
| 顕生代      | 新生代 | 古第三紀 | 漸新世 | チャッティアン       | 27.82        |
| 顕生代      | 新生代 | 古第三紀 | 漸新世 | ルペリアン           | 33.9         |
| 顕生代      | 新生代 | 古第三紀 | 始新世 | プリアボニアン       | 37.8         |
| 顕生代      | 新生代 | 古第三紀 | 始新世 | バートニアン         | 41.2         |
| 顕生代      | 新生代 | 古第三紀 | 始新世 | ルテシアン           | 47.8         |
| 顕生代      | 新生代 | 古第三紀 | 始新世 | ヤプレシアン         | 56           |
| 顕生代      | 新生代 | 古第三紀 | 暁新世 | サネティアン         | 59.2         |
| 顕生代      | 新生代 | 古第三紀 | 暁新世 | セランディアン       | 61.6         |
| 顕生代      | 新生代 | 古第三紀 | 暁新世 | ダニアン             | 66           |
| 顕生代      | 中生代 | 中生代   | 中生代 |                      | 251.902      |
| 顕生代      | 古生代 | 古生代   | 古生代 |                      | 541          |
| 原生代      | 原生代 | 原生代   | 原生代 |                      | 2500         |
| 太古代      | 太古代 | 太古代   | 太古代 |                      | 4000         |
| 冥王代      | 冥王代 | 冥王代   | 冥王代 |                      | 4600         |
| 1. 2. 3. 4. |        |          |        |                      |              |

鮮新世（せんしんせい、英：Pliocene）は約500万年前から約258万年前までにあたる新第三紀の第二世であり最後の世である地質時代の一つ。ピアセンジアン、ザンクリアンの2つの期に区分される。
この頃、パナマ地峡が形成され、ヒマラヤ山脈の上昇が激しくなった。

## 分類
- ピアセンジアン (3.6 - 2.588 Mya[1]、360万〜258万8000年前)
- ザンクリアン (5.332 - 3.6 Mya、533万2000〜360万年前)

かつては、ジェラシアン (2.588 - 1.806 Mya、258万8000〜180万6000年前)も鮮新世に含まれていたが、2009年6月30日のIUGS勧告により、更新世に含まれることとなった。

## 気候
気候は寒冷化しており、南極大陸は中新世よりもさらに氷床を拡大していた。北半球での氷床の発達もこの時代に既に始まっていた。ヒマラヤ山脈などの大山脈の形成、上昇が同時に激しい岩石の浸食を招き、これによって大量のカルシウム塩が海に流入していった。このカルシウム塩が二酸化炭素を吸収し石灰岩化していったため大気中の二酸化炭素量は激減していき、寒冷化の進行を促した。

## 生物
現代の動物相につながるものがほぼ出現している。寒冷化に伴い、長鼻目（ゾウ類）などの中新世の温暖な環境で繁栄した生物は多様性を減少させていった。類人猿をはじめとする霊長目（サル類）も全体的に生息域や多様性を減少させるも、その中から中新世末期にチンパンジーの祖先と分かれていたヒトの祖先（ヒト亜族）がこの時代に発展した（いわゆる猿人）。長期間孤立した島大陸だった南米大陸が北米大陸に繋がったことで、多くの生物の両大陸間の行き来が可能になった（アメリカ大陸間大交差）。これによって北米の生物との生存競争にさらされた南米原産の生物は衰退し、絶滅したものも多かった。